# Comté d'Arenac
Le comté d'Arenac (Arenac County en anglais) est dans le nord-est de la péninsule inférieure de l'État du Michigan. Son siège est à Standish.  Selon le recensement de 2000, sa population est de 17 269 habitants.

## Géographie
Le comté a une superficie de 1 763 km2, dont 950 km2 de terres.

## Villes du comté
- Au Gres
- Omer
- Standish

### Comtés adjacents
- Comté de Iosco (nord-est)
- Comté de Bay (sud)
- Comté de Gladwin (ouest)
- Comté d'Ogemaw (nord-ouest)